# Seniorenclub
Der Seniorenclub war eine Fernsehsendung des ORF, die von 1968 bis 2000 sonntags ausgestrahlt wurde (insgesamt 1238 Folgen).
Die Bühne der Sendung war ein im Studio aufgebautes Café, das Personal des Cafés wurde vom Moderatorenteam gemimt. Fixpunkte jeder Sendung waren die humorvollen Dialoge der Moderatoren Willy Kralik („Sekretär“ des Seniorenclubs auf ewig) und Ernst Hagen, der gemeinsam mit Michael Danzinger den Seniorenclub erfunden hatte, mit Mitarbeitern und Künstlern des Cafés sowie seinen prominenten Gästen. Nach dem Tod von Ernst Hagen wurde dieser durch Dolf Lindner (ab 1984) und schließlich durch die ehemalige Eiskunstläuferin und ORF-Programmansagerin Ingrid Wendl (ab 1993) ersetzt.
In jeder Sendung wurden Ärzte oder Berater zu einschlägigen Themen befragt, prominente Künstler und Nachwuchsinterpreten gaben Kostproben ihres Könnens, darunter viele Opernstars und Konzertvirtuosen. „Mitarbeiter“ waren der Ober (nacheinander verkörpert durch Kurt Sobotka vom 14. Dezember 1968 bis 26. September 1970, Ossy Kolmann am 30. Oktober 1970 und 28. November 1970, Alfred Böhm vom 26. Dezember 1970  und später Rudolf Buczolich) an der Seite der quirligen Kellnerin Fräulein Anni (verkörpert durch Hilli Reschl). Daneben gab es einen oft grantelnden Stammgast, den Heinrich Schweiger spielte. Viele Jahre trat die Kabarettistin Lore Krainer im Café auf und gab kabarettistische Musikstücke zum Besten.
Vom 14. Dezember 1968 bis 2000 wurde der „Seniorenclub“ im ORF ausgestrahlt. Zuerst monatlich, später wöchentlich. Von der ersten bis zur letzten Sendung war der 2007 verstorbene Pianist Michael Danzinger musikalischer Begleiter, wobei er nicht nur die markante Anfangsmelodie intonierte.
Die Gäste trafen einander regelmäßig an der Bar und wurden von Ober Alfred und Fräulein Anni in launige Gespräche verwickelt. Darunter waren auch viele Stammgäste, die mit der Bedienung unter Klavierbegleitung heitere Lieder anstimmten (meist Chansons aus der Feder eines Kabarettistenteams). Walther Birkmayer trat regelmäßig als Arzt im „Seniorenclub“ auf und informierte über Gesundheitsthemen. Seine NS-Vergangenheit wurde erst nach seinem Tod thematisiert.
Im Jahr 2000 wurde der Seniorenclub durch das Magazin Schöner Leben ersetzt, das dem veränderten Stellenwert und Selbstverständnis der Generation über 50 Rechnung tragen sollte.